# Horsham (Vitória)
Horsham é uma cidade no estado de Vitória na Austrália. Em 2018 tinha uma população de 16.514 habitantes.